# Házečka

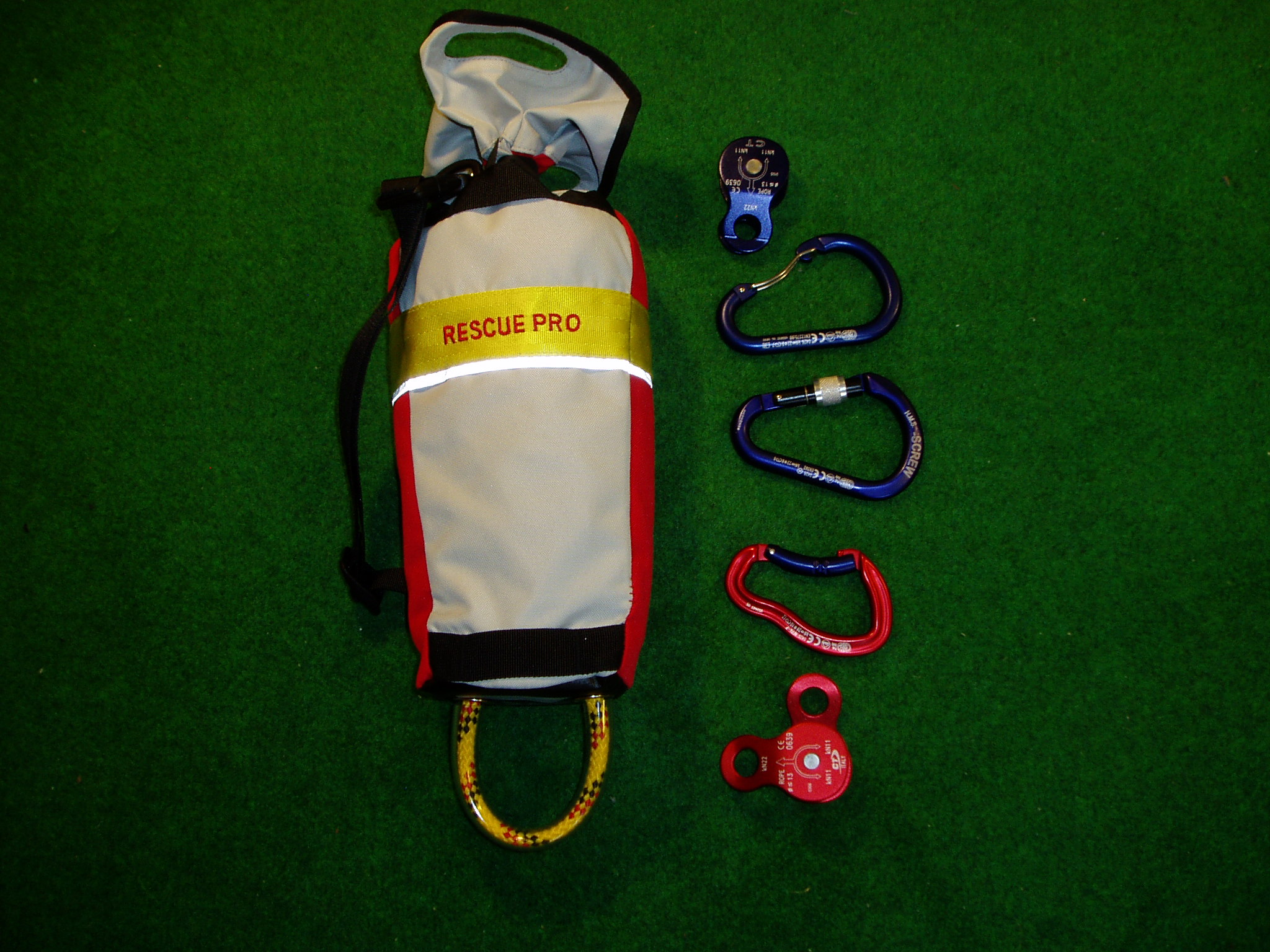
Házečka

Házečka je vodácký záchranný prostředek zjednodušující vyproštění osoby z nebezpečného místa ve vodě. Tvoří ji zhruba 15 metrů dlouhé lano zabalené do pytlíku, v některých případech je navíc vybavená okem a to i na obou koncích. V případě pádu osoby do vody, například na divoké vodě při vypadnutí z raftu nebo po převrácení kánoe ve vývařišti pod nebezpečným jezem, hodí záchrance zachraňovanému pytlík do vody a přitom drží konec odmotávajícího se lana. Zachraňovaného po zachycení může vytáhnout z vody na břeh nebo k raftu.
Správné použití házečky vyžaduje určitý trénink, pro začátečníka není jednoduché správně házečkou mířit, navíc v peřejích je lépe házet mírně před zachraňovaného a o něco dál od břehu, neboť v proudu lano plave pomaleji než člověk a zachraňující házečku přitahuje k sobě. Zachraňovaný by se měl chytit raději lana a ne pytlíku nebo oka, neboť lano se může dále odmotávat. Po zachycení v peřejích se doporučuje plavat na zádech a nohama po proudu, neboť jen takto zůstane hlava nad vodou. V některých případech lze házečkou vytáhnout i posádkou opuštěný raft z vývařiště pod jezem.
Házečka je spolu s plovací vestou a přilbou oblíbený bezpečnostní prostředek při jízdě na divoké vodě, neboť je lehká a v zabaleném stavu i malá a v řadě případů je její použití jedinou možností záchrany vodáka.